# Bruce Reynolds
Bruce Reynolds (ur. 7 września 1931 w Londynie, zm. 28 lutego 2013) – brytyjski przestępca, inicjator i główny sprawca napadu na pociąg w 1963 r., określanego jako napad stulecia. Nosił przydomek „Napoleon”.
Reynolds był synem działacza związkowego w fabryce Forda w Dagenham; jego matka zmarła, gdy miał cztery lata. W wieku 14 lat przerwał naukę w szkole i pracował jako urzędnik, asystent w laboratorium szpitalnym oraz mechanik rowerowy. Dwukrotnie odbywał kary w zakładzie poprawczym za kradzieże. Po służbie wojskowej dalej popełniał przestępstwa i kilka razy był skazany na karę pozbawienia wolności, głównie za włamania do sklepów. Pierwszą karę odbywał w HMP Wandsworth za wybicie szyb witryny sklepowej. Wyspecjalizował się w kradzieży biżuterii.
Był on inicjatorem i głównym wykonawcą napadu na pociąg 7 sierpnia 1963, podczas którego skradziono 2,6 miliona funtów w 20 workach, co w przeliczeniu na pieniądze z początku XXI wieku daje ok. 40 mln funtów, czyli ok. 200 mln złotych.
Po napadzie uciekł do Meksyku posługując się fałszywym paszportem, a następnie wraz z żoną Angelą i synem Nickiem do Kanady. W 1968 r. wrócił do Anglii, gdzie 9 listopada został schwytany w Torquay, a następnie skazany na 25 lat pozbawienia wolności. Po opuszczeniu więzienia zamieszkał w Londynie. W latach 80. ponownie skazany, tym razem na 3 lata za handel amfetaminą. W momencie aresztowania miał 3 tys. funtów i mieszkał w wynajętym lokalu. W 1994 r. opublikowana została jego książka Autobiography of a Thief; był również konsultantem filmu na temat napadu. Został pochowany na cmentarzu w Highgate.